# 49É villamos (Budapest)
A budapesti 49É jelzésű éjszakai villamosjárat az 1960-as évek elejétől 1996-ig közlekedett indulásakor a Gellért tértől, megszűnésekor a Moszkva tértől és a Kelenföldi pályaudvarig. A járatot a Budapesti Közlekedési Vállalat üzemeltette.
Eredetileg a 49-es villamos éjszaka is járt, majd 1957-től üzemidejét üzemzárásig korlátozták. Ennek megfelelően az éjszakai járatot külön É jelzéssel ellátva, és a nappali vonaltól eltérően vezették be az 1960-as évektől.
A vonal érdekessége, hogy már kezdettől is csak részben felelt meg a nappal közlekedő párja, a 49-es villamos vonalának. A nappali járat átment Pestre is, míg az éjszakai tisztán budai járat maradt, mivel a belső végállomása a Gellért téren volt. 1973-tól a vonalat a Krisztina körúton át meghosszabbították egészen Moszkva térig. Ez a vonal maradt a megszűnésig érvényben.
Az 1990-es évek végén a budapesti éjszakai villamosjáratokat gyors ütemben, néhány év alatt megszüntették, ennek keretében szűnt meg (csaknem utolsóként) 1996. április 1-jén a 49É járat is.
Megszűnésekor a feladatát a közel azonos vonalon közlekedő 49É jelzésű éjszakai buszjárat vette át, amely később több változáson ment át, de a vonal egy részén hasonló vonalvezetéssel ma is közlekedik éjszakai buszjárat 907-es viszonylatszámmal.

## Útvonala
| Kelenföldi pályaudvar felé | Moszkva tér felé |
| --- | --- |
| Moszkva tér vá. – Krisztina körút – Magyar jakobinusok tere – Krisztina körút – Döbrentei tér – Gellért rakpart – Gellért tér – Bartók Béla út – Móricz Zsigmond körtér – Bartók Béla út – Kosztolányi Dezső tér – Bartók Béla út – Somogyi út – Kelenföldi pályaudvar vá. | Kelenföldi pályaudvar vá. – Vasút utca – Bartók Béla út – Kosztolányi Dezső tér – Bartók Béla út – Móricz Zsigmond körtér – Bartók Béla út – Gellért tér – Gellért rakpart – Döbrentei tér – Krisztina körút – Magyar jakobinusok tere – Krisztina körút – Moszkva tér vá. |

## Megállóhelyei
| 0  | Moszkva tér végállomás           | 27 |
| 2  | Déli pályaudvar                  | 24 |
| 4  | Mikó utca                        | 22 |
| 6  | Krisztina tér                    | 21 |
| 8  | Dózsa György tér                 | 19 |
| 10 | Döbrentei tér                    | 17 |
| 14 | Gellért tér                      | 13 |
| 15 | Bertalan Lajos utca              | 11 |
| 17 | Móricz Zsigmond körtér           | 9  |
| 19 | Kosztolányi Dezső tér            | 7  |
| 21 | Tétényi út                       | 5  |
| 22 | Csóka utca                       | 4  |
| 24 | Somogyi út                       | 1  |
| 25 | Kelenföldi pályaudvar végállomás | 0  |